# Orange Sun (Schiff)
Die Orange Sun ist ein als Fruchtsafttanker konzipiertes Spezialtankschiff.

## Einzelheiten
Das Schiff wurde unter der Baunummer 146 auf der Werft Aker Yards Florø im norwegischen Florø gebaut. Die Kiellegung fand am 23. Juni 2005, der Stapellauf am 14. Oktober 2006 statt. Die Fertigstellung des Schiffes erfolgte am 16. März 2007. Das Schiff galt zu dieser Zeit als der größte Fruchtsafttanker der Welt.
Eingesetzt wird das Schiff vom schweizerischen Unternehmen Atlanship im Linienverkehr zwischen dem brasilianischen Ladehafen Santos und dem Löschhafen Rotterdam.

## Technische Daten
Das Schiff wird von einem Zweitakt-Siebenzylinder-Dieselmotor des Herstellers MAN B&W angetrieben, der von Kawasaki Heavy Industries in Kobe in Lizenz gebaut wurde. Der Motor vom Typ 7 S60MC-C verfügt über eine Leistung von 15820 kW. Er wirkt über die Antriebswelle direkt auf einen Verstellpropeller. Das Schiff erreicht eine Maximalgeschwindigkeit von 17,5 kn.
Für die Stromversorgung sorgen ein Wellengenerator mit einer Scheinleistung von 1725 kVA und drei Dieselgeneratoren mit Scheinleistungen von jeweils 1219 kVA. Darüber hinaus wurde ein Notgenerator mit einer Scheinleistung von 225 kVA verbaut.
Das Schiff verfügt über vier Laderäume mit insgesamt 16 isolierten Tanks. Die Laderäume können separat gekühlt werden. Die Gesamtkapazität der Tanks beträgt 29.120 m³, der größte Tank hat eine Kapazität von 1.820 m³.
Das Schiff ist für den Transport von Containern vorbereitet, die an Deck mitgeführt werden können. Die Containerkapazität beträgt 348 TEU.

## Zwischenfälle
Die Orange Sun kollidierte am 24. Januar 2008 in der Newark Bay mit einem Schwimmbagger. An beiden Fahrzeugen entstanden Schäden. Die Bagger verlor infolge der Kollision rund 100 Gallonen Hydrauliköl.